# معمودية بالنار
عبارة المعمودية بالنار أو تعميد النار هي عبارة مشتقة من كلمات يوحنا المعمدان في متى 3:11.
ترد هذه العبارة أيضًا في لوقا 3:16 ويمكن اعتبارها إشارة إلى تجربة الإيمان النارية التي تحمل الألم وتطهر المؤمنين الذين ينظرون إلى مجد الله ويتغيرون ولا يستهلكون (مرقس 10:38، يعقوب 1: 2-4، 1 بطرس 1: 7، 1 بطرس 4:12). انظر أيضًا مطهر دانتي 27: 10-15.
في المسيحية، في المنهجية (بما في ذلك حركة القداسة)، تعتبر المعمودية بالنار مرادفًا لعمل النعمة الثاني: التقديس الكامل، والذي يُعرف أيضًا باسم المعمودية بالروح القدس؛  من ناحية أخرى، في الخمسينية، تعتبر المعمودية بالنار مرادفة لمعمودية الروح المصحوبة بألسنة.

## المسيحية
لاحظ العديد من الكتاب المسيحيين، مثل جون كيتو، أنه يمكن اعتباره هنديادي، أو الروح كنار، أو يشير إلى معمودين مختلفين - أحدهما بالروح والآخر بالنار. إذا تعمدتان، فقد اقترح معان مختلفة للمعمودية الثانية، بالنار - لتطهير كل فرد يقبل يسوع المسيح ربًا ومخلصًا ليكون هيكلًا للروح القدس، ولإخراج الشياطين وتدمير حصن الجسد بنار الله. وعلق ج.ه. ثاير على هذا التعبير: «ليكتسح بالنار (أولئك الذين لا يتوبون)، أي لإخضاعهم لعقوبات الجحيم الفظيعة». لاحظ فاين فيما يتعلق بـ «نار» هذا المقطع: «نار الدينونة الإلهية على رافضي المسيح، متى 3:11 (حيث يجب التمييز بين معمودية الروح القدس في يوم الخمسين والنار من القصاص الإلهي)». يتحدث أرندت وجينجريتش عن «نار الدينونة الإلهية مت 3:11 ؛ لوقا 3:16». أخيرًا، كما لاحظ JW McGarvey، فإن عبارة «عمدوا... في النار» تشير أيضًا إلى يوم الخمسين، لأنه كان هناك «معمودية النار» التي تظهر على شكل لسان النار في ذلك اليوم. «ألسنة» مفترقة كانت مجرد «كالنار.. جلست على» كل واحد من الرسل. هؤلاء الإخوة «غمرتهم نار الروح القدس» في تلك المناسبة.

### المنهجية (بما في ذلك حركة القداسة)
يقول جابولاني سيباندا، عالم اللاهوت في تقليد ويسليان أرمينيان، فيما يتعلق بالتقديس الكامل: 

### كنيسة يسوع المسيح لقديسي الأيام الأخيرة
في كنيسة يسوع المسيح لقديسي الأيام الأخيرة، يتعلق المصطلح بالتثبيت وعبارة «معمودية النار» أو «المعمودية بالنار» تظهر عدة مرات في الكتاب المقدس لقديس الأيام الأخيرة، بما في ذلك: Doctrine and Covenants 20:41 ؛ Doctrine and Covenants 33:11 ؛ Doctrine and Covenants 39:6 ؛ و 2 Nephi 31:13–17 .
العلاقة بين تثبيت الروح القدس ومعمودية النار أوضحها ديفيد أ. بيدنار، رسول الكنيسة: «الروح القدس هو مقدس يطهر ويحرق الخبث والشر من أرواح البشر كما لو كان بالنار».

## الاستخدام العسكري
في الاستخدام العسكري، تشير المعمودية بالنار إلى المرة الأولى للجندي في المعركة. تذكر الموسوعة الكاثوليكية وكتاب مثل جون ديدي أن المصطلح بالمعنى العسكري دخل اللغة الإنجليزية في عام 1822 كترجمة للعبارة الفرنسية baptême du feu. من الاستخدام العسكري، امتد المصطلح إلى العديد من المجالات الأخرى فيما يتعلق بالبدء في دور جديد.

## في الثقافة الشعبية
- يشيع استخدام عبارة «معمودية النار» في كلمات الأغاني. مثال على ذلك (أغنية) Brothers in Arms من قبل Dire Straits، والتي تغطي التورط البريطاني في حرب فوكلاند:

| « | من خلال حقول التدمير هذه لمعمودية النار لقد رأيت معاناتك بينما كانت المعركة محتدمة. | » |

## روابط خارجية
- المعمودية في etymonline.com (أصل الكلمة على الخط)
- لوقا 3:16 (النسخة الدولية الجديدة) في موقع BibleGateway.com